# Europejska Federacja Organizacji Młodzieży Socjalistycznej
Europejska Federacja Organizacji Młodzieży Socjalistycznej (ECOSY) – założona w 1992 młodzieżowa wspólnota o europejskim zasięgu zrzeszająca organizacje i kluby młodych socjaldemokratów i socjalistów.

## Członkowie
- Austria: Sozialistische Jugend Österreichs (SJ)
- Austria: Socialist Students of Austria|Verband Sozialistischer StudentInnen Österreichs (VSStÖ)
- Belgia: Animo
- Belgia: Mouvement des Jeunes Socialistes (MJS)
- Bułgaria: Българска социалистическа младежка (БСМ) / Balgarska Socialisticeska Mladezhka (BSМ)
- Bułgaria: Европейска лява младежка алтернатива (ЕЛМА) / Evropejska Ljava Mladezhka Alternativa (ELMA)
- Chorwacja: Forum mladih SDP
- Cypr: Νεολαία Σοσιαλδημοκρατών (ΝΕΟΣ) / Neolaia Sosialdimokraton (NEOS)
- Czechy: Mladí Sociální Demokraté (MSD)
- Dania: Danmarks Socialdemokratiske Ungdom (DSU)
- Estonia: Noored Sotsiaaldemokraadid
- Finlandia: Sosialdemokraattiset Nuoret (Demarinuoret)
- Finlandia: Sosialdemokraattiset Opiskelijat (SONK)
- Francja: Mouvement des Jeunes Socialistes (MJS)
- Grecja: Νεολαία ΠΑΣΟΚ / Neolaia Pasok
- Hiszpania: Juventudes Socialistas de España (JS)
- Holandia: Jonge Socialisten in de PvdA (JS)
- Irlandia: Labour Youth
- Irlandia Północna: SDLP Youth
- Litwa: Lietuvos socialdemokratinio jaunimo sąjunga (LSDJS)
- Luksemburg: Jeunesses Socialistes Luxembourgeoises (JSL)
- Łotwa: Jauniešu organizācija Restart.lv
- Łotwa: Jaunatnes Sociāldemokrātiskā Savienība (JSS)
- Macedonia: Социјалдемократската младина на Македонија (СДММ) / Socijaldemokratskata mladina na Makedonija (SDMM)
- Malta: Labour Youth Forum / Forum Zghazagh Laburisti
- Niemcy: Jungsozialisten in der SPD
- Niemcy: Sozialistische Jugend Deutschlands (SJD) – Die Falken
- Polska: Federacja Młodych Socjaldemokratów (FMS)
- Polska: Federacja Młodych Unii Pracy (FMUP)
- Portugalia: Juventude Socialista (JS)
- Rumunia: Tineretul Social Democrat (TSD)
- Słowacja: Mladí sociálni demokrati (MSD)
- Słowenia: Mladi forum Socialnih Demokratov (Mladi forum SD)
- Szwecja: Sveriges Socialdemokratiska Ungdomsförbund (SSU)
- Szwecja: Socialdemokratiska Studentförbundet (S-studenter)
- Węgry: Fiatal Baloldal
- Włochy: Federazione dei Giovani Socialisti (FGS)
- Wielka Brytania: Labour Students
- Wielka Brytania: Young Labour

Obok tych 39. pełnych organizacji sześć członków posiada swoich korespondentów, federacja posiada również 16. członków obserwacyjnych.

## Przewodniczący ECOSY (od 1997)

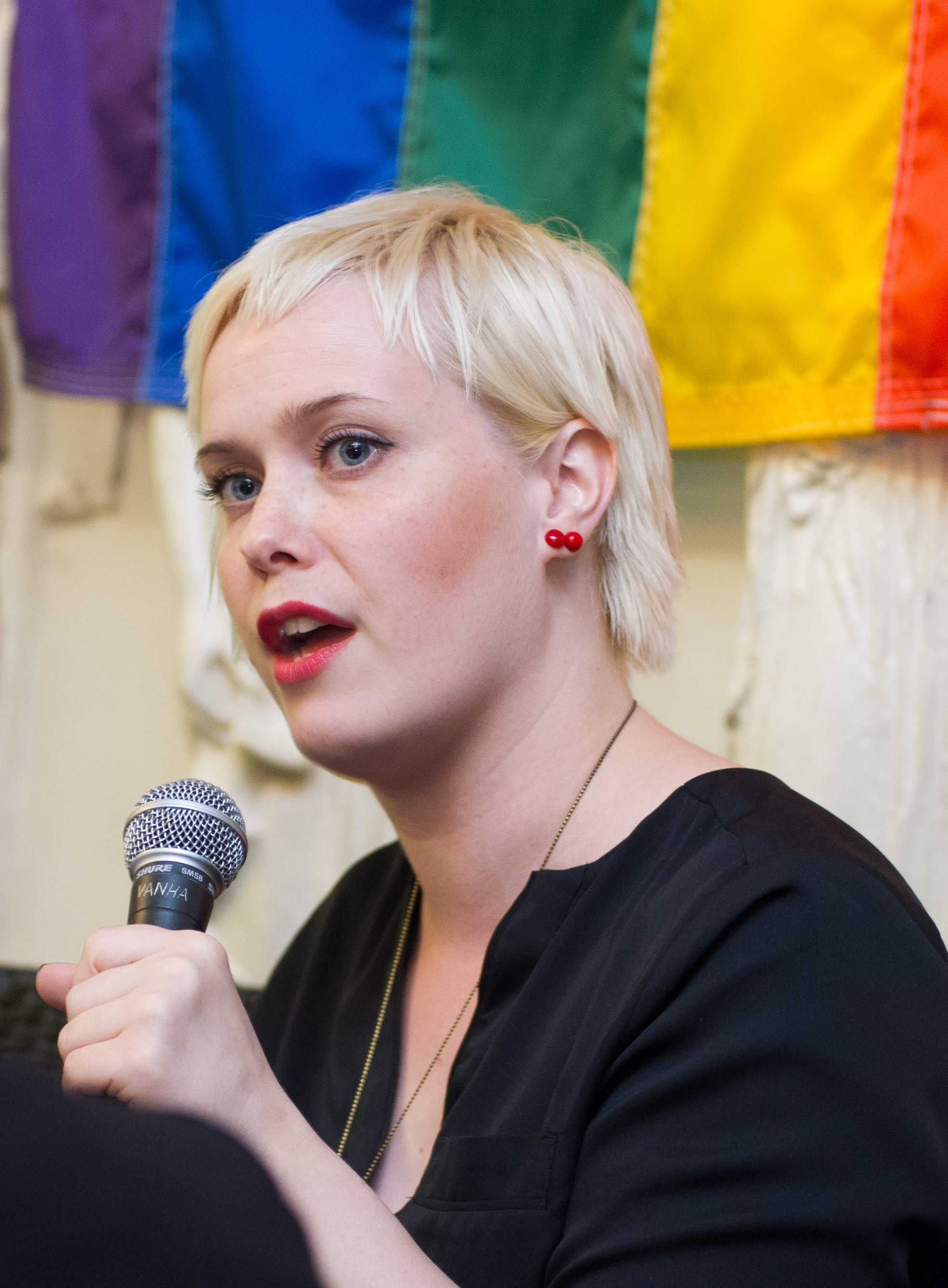
Kaisa Penny

- 1997–1999: Andreas Schieder
- 1999–2001: Hugues Nancy
- 2001–2003: Jan Krims
- 2003–2005: Anders Lindberg
- 2005–2009: Giacomo Filibeck
- 2009–2011; Petroula Nteledimou
- 2011 – Kaisa Penny